# جاکومو لوزی
جاکومو لوزی (به ایتالیایی: Giacomo Losi) (زادهٔ ۱۰ سپتامبر ۱۹۳۵ - درگذشتهٔ ۴ فوریهٔ ۲۰۲۴) بازیکن فوتبال بازنشستهٔ اهل ایتالیا بود که از سال ۱۹۶۰ میلادی عضو تیم ملی فوتبال ایتالیا بوده و در ۱۱ بازی ملی حضور داشته‌است. او در بازی‌های ملی‌اش گلی به ثمر نرساند.
جیاکومو لوسی آخرین بازی ملی خود را در سال ۱۹۶۲ میلادی انجام داد. وی در ۴ فوریهٔ ۲۰۲۴ درگذشت.